# 孔明のヨメ。
『孔明のヨメ。』（こうめいのヨメ）は、杜康潤による日本の4コマ漫画作品。『まんがホーム』（芳文社）にて、2011年1月号より連載中。本編の他、同誌2014年7月号からは目次ページのおまけマンガとしても掲載されており、これは単行本巻末に『ウラヨメ三国志』と題して収録されている。2013年5月15日にはTHREE ARROWS（販売元：キャラアニ）よりドラマCDが発売された。『まんがホーム』2019年4月号で掲載100回目を迎え、特別企画「おしえて!杜康先生」が同号上で組まれた。三国志に登場する諸葛孔明とその妻・黄月英の新婚生活をコミカルに描く。単行本10巻にて孔明の出廬（いわゆる「三顧の礼」）を迎えたが、それ以降も連載を継続している。なお、一見他愛もないラブコメ物だが、当時の政治・社会・経済情勢の描写はかなり詳細で、単行本の巻頭・巻末にも解説が載っている。
『まんがホーム』2024年10月号より、同誌の表紙メインビジュアルおよび巻頭カラーを担当している。

## あらすじ
時代は後漢末期の戦乱の時代。荊州の襄陽の有力豪族黄家の娘にして諸葛孔明の妻、月英が主人公の物語である。
荊州有力豪族黄家の娘がいた。名前は月英。彼女は女性のたしなみより工作や学問が好きな変わり者の女性だった。一方、荊州の陸中にも変わり者として有名な諸葛孔明という若者が、弟の均とともに晴耕雨読の生活を送っていた。あるとき黄家の当主黄承彦と孔明が出会い、孔明にほれ込み月英の婿にと望んだところから一組の夫婦の物語が始まる。黄承彦と孔明が出会って3日で結婚という非常識な形のスタートだった。孔明の友達である徐兄と士元、徐兄の母親である徐母と出会い、にぎやかでほのぼのとした生活を送っていた。しかし、曹操の軍師である郭嘉による襄陽への弱体化の策略に関わったことで戦乱のうねりを感じ、少しずつ渦中に巻き込まれていく。徐兄の劉備への仕官と曹操の策略による致仕、劉備の三顧の礼による孔明の仕官、そして月英もまた劉備に罠の才能を見込まれて仕官。時代は市井の夫婦を歴史の表舞台に立たせることになる。

## 登場人物
諱（いみな）と字（あざな）の両方が判っている人物は「姓諱（姓字）」で表記する。声はドラマCDのもの。

### 諸葛家とその周辺人物
黄月英（こう げつえい）
声 - 早見沙織
本作の主人公。20歳。荊州の大豪族黄承彦の一人娘。知力88
家柄目当てに寄ってくる婿候補を多数退けてきたが、父親の言われるままに孔明に嫁ぐこととなった。大の学問好きで、罠や道具の開発を得意とし、乗馬もできる一方、家事や芸事など当時の女性の必須教養とされるものは全くダメ。貧乳で背が低く、孔明にも士元にも初対面では歳相応に見られないほど（士元に至っては女性とすら認識していなかった）。本人は漢代の美人の条件が1つも無いことにコンプレックスを持っているが、その容姿は西域の人間には大好評の西域美人。黄承彦より依頼された荘園の運営方法など孔明や士元、徐兄を驚かせるほどの冴えをしばしば見せる。当初は孔明の仕官により夫婦離れ離れになるつもりだったが、あることをきっかけに劉備に罠などの工作の腕を見込まれて孔明とともに劉備の家臣となる。登城する際は男装して孔明の弟子として振る舞っている。荊州への曹操侵攻の際は、軍師代理として関羽とともに別動隊を率いて的確な情報収集と献策で関羽の信頼を得て敗走を続ける劉備軍本隊の危機を救った。その関羽の推挙により孫呉に同盟の使者として向かう孔明の補佐役として同行して同盟締結の重要な役割を担った。赤壁の戦いでは別動隊に参謀代理として参加した際に集めた情報を重視され作戦に携わる。劉備軍の船中で潜んでいた孫権の妹である孫尚香と出会い、外交問題になりかねない事態を機転により収拾する。その際、女性であることを抱き着かれた拍子に孫尚香にばれてしまうが懐かれる。士元の策により士元の弟子として曹操陣営に乗り込む（孫尚香が付いてくるというトラブルもあった）。
諸葛亮（諸葛孔明）（しょかつ りょう / こうめい）
声 - 柿原徹也
月英の夫。25歳。知力100
聡明で心優しい人物。学問好きで魚釣りを趣味としている。隆中にいるときは農業の研究をしていた。龐士元と徐兄（徐元直）とは同門の友人。
若くして隠居し無官の身であるため、巷で「変人」と噂されていたが、郭嘉による塩の策略を退け、黄家の荘園の経営を改善させ、黄家の秋の社日を黄承彦の代理として取り仕切ったことで評価が一変した。曹操による徐州虐殺を目の当たりにし被害をうけ苦労したことから曹操を憎む。そのことから均曰く「『北』の話」は禁句とのこと。徐兄曰く、昔はかなり荒れていたらしい。劉備の人柄に触れ軍師として仕官する。その際、天下三分の計を劉備に献策している。曹操侵攻時には様々な献策をして追撃を退けつつ、関羽や月英の率いる別動隊と合流を果たす。荊州劉家との同盟を目論む魯粛とともに同盟の使者として孫呉の本拠地に行き、降伏派の議論を退け、議論の末孫権の内諾を得ることに成功する。開戦時には周瑜に請われて劉備軍の援軍として月英とともに孫権軍に加わる。周瑜から陣中に不足する矢を10万本調達依頼され、曹操軍を欺き曹操軍より調達に成功する。周瑜にはやや警戒されている。
諸葛均（しょかつ きん）
声 - 田丸篤志
孔明の弟。20歳。
生活能力の低い兄夫婦に代わって、諸葛家の家事一切と財務を請け負う苦労人。諸葛家の料理番長。大工仕事が苦手。料理の腕前は高級料理になれている士元が旅の出立前に食べに来たり、手製の漬物が市場で人気になるほど。後に恋人であった林と結婚。曹操侵攻時に林と黄承彦とともに避難する。
黄承彦（こう しょうげん）
声 - 稲葉実
月英の父。荊州の大豪族。
孔明の人柄や考え方を気に入り、娘の貰い手になるよう懇願する。結婚後も何くれとなく彼を支援するほど気に入っており、月英曰く、「父が孔明さんと結婚しかねない程の勢い」との事。
普段は温厚そのものだが、かつて無法地帯だった荊州を生き抜いただけの深みを垣間見せる時がある。曹操侵攻時には諸葛均、林夫妻をつれて襄陽より避難した。
林（りん）
声 - 寺川愛美
均の恋人、後に妻となる。時々月英に文字などを習い、料理や裁縫を教えている。裁縫の技術は手紙を入れる袋の出来栄えに諸葛瑾が驚くほど高度。
徐庶（徐元直）（じょ しょ / げんちょく）
孔明、士元の学問所の先輩で、徐兄（じょけい）と呼ばれている。元任侠。
学問所では他の生徒の相談役のようなことをしており、その頃に孔明の才能を認め、以来何かと面倒を見ている。月英のことは「ヨメちゃん」と呼ぶ。その経歴からか怒った時の表情の迫力は孔明や士元をたじろがせるほど。
知力では孔明や士元にやや及ばないものの、武術から歌舞音曲、交渉や調停など極めて多芸多才で、何でも屋のような事をして生計を立てており、色町などにもコネがある。詰めの甘さが欠点。
紆余曲折の末、劉備に仕官。軍師として内政や軍事に腕を振るうが、徐母を人質にするという程昱の策略により劉備の元を離れ許昌の曹操に降る。その後は曹操軍参謀本部の一員となるが程昱に警戒され見張りを付けられている。曹操陣営側の説明役として物語にたびたび登場する。赤壁の戦いでは士元の策にのり重要な役割を果たす。
徐母（じょぼ）
徐庶の母。酒場を一人で切り盛りしており、徐庶と共に孔明の面倒を見ている。若々しくグラマーな美人だが、徐庶曰く「40歳は越えている」とのこと。諸葛均の料理の師匠。『三国志演義』とは異なり、徐庶が曹操軍に降った後も存命している。均の料理の師匠でもある。徐庶を劉備の元から引き離すため、程昱の策略により曹操の本拠地許昌へ連れていかれる。徐庶が許昌に来たことに激怒するが、程昱の策の巧妙さと徐庶の気持ちを察して泣き崩れる。
司馬徽（司馬徳操）（しば き / とくそう）
水鏡（すいきょう）先生と呼ばれている。孔明や徐庶らの学問の先生。32歳。
馬良（馬季常）（ば りょう / きじょう）
司馬徽の学問所の生徒。 宜城に住む（有力者の家？）。眉が白く、『白眉』（はくび）と呼ばれている。穏やかな人物で水鏡塾で迷っていた（怪我をした司馬徽へのお見舞いの途中）月英を教室に案内した。明確な協力の描写はないものの郭嘉の策謀により経済が混乱に陥りかけた襄陽に対応する孔明、月英、徐兄（庶）、士元に味方する。
龐統（龐士元）（ほう とう / しげん）
孔明・徐庶の学問所当時からの友人。28歳。孔明とは親戚関係もある（孔明の姉が龐家に嫁入りしている）。知力98。
優秀なエリート官僚だが変わり者でもある。女性の好みは巨乳。あまり他人に対する配慮がない。武芸はからきしだが、危難に際して女性を前面に立たせる事を恥辱と感じる程度の意地は持ち合わせている。諸葛均から「矜持(プライド)の塊」と言われるほどプライドが高く、失言してもすぐには謝らない。孫権の家臣、魯粛から孫家へに仕官を誘われるが断る。孔明の仕官と前後して旅に出る。 その後、周瑜のもとで事務などを手伝い（仕官はしていない）、同盟の使者として訪れた孔明や月英と再会する。

### 新野
劉備（劉玄徳）（りゅう び / げんとく）
劉皇叔とも呼ばれる。劉表の客将で新野に駐屯する。関羽や張飛とは義兄弟。趙雲を配下とする。戦下手ではあるが、どんなに負けても生き残るしぶとさがある。蔡夫人や蔡瑁に命を狙われている。仁徳オーラがあり、配下を心服させ、民に信頼を寄せられる。徐庶の分析力で情勢を把握し、戦術で曹仁軍を退けたことで軍師の必要性を痛感、徐庶が曹操の策略で去ったあと、孔明を三顧の礼で軍師として招く。　
関羽（関雲長）（かん う / うんちょう）
声 - 玄田哲章
市で出会った髭の男。張飛の義兄。
家族のために書物を売ろうとする孔明を自分と重ね、書物を買い取ってくれる。もとは河東の塩商人の護衛。
話をすると、とても長くなる。徐庶や孔明が来る前は劉備の側近として内政全般を取り仕切っていた。曹操にその人柄を惚れこまれ、完全に敵対していても臣下に招きたいと熱望している（本人はきっぱり断っている）。
人を見る目は公平で確かであり、女性である月英の能力を高く評価し彼女の献策を取り入れ劉備本隊の窮地を救う。孔明が孫呉に同盟の使者に赴く際は、情ではなく月英の能力が孔明の補佐になるという理由で月英を同行者として推挙している。
張飛（張益徳）（ちょう ひ / えきとく）
声 - 辻親八
市で出会った酔っ払いの男。関羽の義弟。主に劉備軍の訓練など軍事を担当している。張飛の存在で新野の治安が守られている。
孔明を探す月英に協力してくれる。徐州の失態から猪突猛進の将でありながら抑えの利く性格となった。長坂の戦いではでたらめ（劉備談）ともいえる無類の強さを発揮し、張飛単騎で5000人の曹操軍を蹴散らして退却を助けた。
趙雲（趙子龍）（ちょう うん / しりゅう）
孔明の財布を掏摸取った難民の少年を取り押さえた男。劉備の家臣。劉備とその家族を守る護衛役（劉備の幼い息子・阿斗の子守もする）。劉備がどこにいるか匂いで分かる。メンテナンス不足の弓を使用して、一矢で空飛ぶ鳥2羽を落とすほどの名人。難民の救済に心を砕き、件の少年にも職業訓練を施した。実践でも弓で曹仁の堅陣を崩し撤退させるきっかけを作った。
曹操侵攻時ではその猛勇で阿斗は救出できたものの劉備の側室である麋夫人を守れなかったことに深い自責の念を感じ、不眠不休で病床の甘夫人の世話をした。劉備の重臣では謙虚な態度で関羽張飛は無論、孔明に対しても丁寧な態度は崩さない。

### 襄陽
劉表（劉景升）（りゅう ひょう / けいしょう）
荊州一帯を支配する群雄。
かつては漢王朝の支配が緩んだことで荒れていた荊州を蔡瑁の助力のもと、まとめ上げたほどの人物。
しかし元々は文化人であり、戦嫌いで学問を好む性質でもあったため、安全保障に関しては蔡家に一任している。
現在は老齢ということもあって健康状態も良くなく、優柔不断で後継者も自ら決めることができずに度々機会を逸している。
同族で数々の戦を生き延びた劉備を頼りにしていたが、曹操の荊州討伐軍の出撃直後に、夫人に対抗する策を伝えた上で病死。
しかし死後、劉琮と蔡家は敵わずとみて降伏。曹操からは彼なりに守ってきた荊州をあっさりと敵に譲る遺臣たちを見て、同じ支配者として同情を寄せている。
蔡夫人（さいふじん）
声 - 伊藤美紀
月英の母親の妹で月英の叔母。荊州のトップ劉表の妻。
当初は月英と孔明の結婚に反対するも、叔母馬鹿が影響し最終的に認めてくれる。
客将の劉備を毛嫌いしており弟の蔡瑁と共に暗殺を企てるが、失敗に終わる。彼女なりに劉家を守るための策謀であった。
劉表死後、後継者で息子の劉琮と蔡家を守るため、曹操に降伏する。
しかし、劉琮が荊州刺史の身分を失い、遥か遠方の青州刺史に任命されると聞き、降伏した自分達に選択肢がないことを痛感しながら劉琮と共に青州へ向かう。
劉琦（りゅう き）
劉表の先妻が産んだ嫡男。蔡家が後ろ盾の弟の劉琮とことなり有力な後ろ盾がないため蔡家に敵視され命の危険に怯える。自ら後継ぎの返上を劉表に申し出たのち諸葛亮の策（ひとりごと）により前任の戦死により空席だった江夏太守に就任、赴任する。
気弱ではあるものの誠実さがあり、曹操により窮地に陥った劉備軍に援軍を出し初陣ながら自らも出陣し窮地を救う。劉備の進言により劉表の後継者として江夏を拠点とし、その兵力とともに劉備、諸葛亮による孫呉との同盟の後ろ盾となる。
蔡瑁（蔡徳珪）（さい ぼう / とくけい）
蔡夫人の弟で月英の叔父。姉とともに劉備の排除を目論む。
この物語の舞台は205年の襄陽とその周辺であるが、史実で襄陽郡が置かれたのは208年であり、当時の襄陽県は南郡に属していた。劉表とともに無法地帯だった荊州を平定し荊州軍重鎮の地位を得る。劉表政権下で南郡太守を務めていた蔡瑁が、単行本4巻などに登場する士元の上役のはずだが、この物語では別の人物（姓名不詳）が太守として登場している。荊州軍を取り仕切る。得意分野は水軍。
劉表の死後、残された重臣の大半が降伏派となっている事実を確認し、まともに戦うことはできないとして蔡夫人と共に降伏を決める。
降伏後、漢軍の水軍大都督に任命されるが、劉琮が荊州刺史の身分を失うことについて、劉表のこれまでの反抗的態度を口実にされ、受け入れざるを得なかった。
襄陽郡の太守
上述の通り、襄陽郡が史で登場するのは208年だが、この作品では『曹操（とその傀儡である献帝）の正当性を認めない劉表が朝廷とは独自に設置した郡』という位置づけにあり、蔡瑁が劉表支配地域全体の軍事・安全保障を管轄する代わりに、彼が襄陽郡とその一帯の民生を管轄している。
士元の上司として登場するが、襄陽で経済基盤に直結する塩と鉄の質が悪化している報告を受けても危機感もなくのらりくらりとしていたが、実は郭嘉の調略によって曹操側に通じており、わざと見逃していた（ただし、謀略の詳細は知らず、文字通り傍観しか指示されていない）。
劉表の死後、襄陽一帯は降伏したが、彼は謀略の口封じも兼ね、『存在しない郡と官印を偽造した』という罪を曹操に被せられて処刑される。

### 許昌（許都）
曹操（曹孟徳）（そう そう / もうとく）
漢の丞相にして劉備最大の宿敵。政戦両略は屈指の奸雄。劉備に対しては最も危険視しており、討ち取ることを至上命題にしている。袁家および袁家と結ぶ烏丸を討伐して河北を、劉表亡き後の荊州を手に入れ最大の勢力を誇る。小柄ではあるものの、ふてぶてしい士元や月英に緊張を強いるほどの威圧感を備える。酒好き女好きで特に女好きの面では失態を犯し城を失うほど。文化面も造詣が深く自らも詩を好む。また上質紙の重要性を認識して開発者を工房ごと引き抜くなど文化面の政策にも長けている。人材収集に熱心で有能であれば出自を問わず登用する。降伏した荊州劉家の軍事責任者である蔡瑁を水軍の専門家として水軍大都督に抜擢して全面的に信頼するなど度量が広い。特に関羽に対しては熱狂的ファンと言ってもいいくらい配下に欲しがっている。荊州を手に入れたのち中華統一を目指し、大軍を率いて南下する。
郭嘉（郭奉孝）（かく か / ほうこう）
曹操の最も信頼する軍師（司空軍祭酒）。病弱。女好きで常に美女を所かまわず侍らせている。ふっくらとした美女の太ももが好み。同じく女好きの曹操とは馬が合う。脳内には数千の軍略が収まっており状況に応じた戦略が立てられる（政治は好みではない）。登場は3巻で曹操側では最も早く孔明たちと（間接的に）対峙する。襄陽の塩と鉄、物価を混乱させ職人を引き抜くことで荊州劉家の弱体化を図る策を講ずる。これは孔明、月英、士元、徐兄らの対応により一部混乱はあったものの防がれる。袁家および袁家と組む遊牧民族烏丸を討伐（北伐）の後、荊州攻略の戦略を曹操に献じている。しかし、生来の病弱がたたり、北伐成功後、重病になり許昌に帰還させたが死亡した。その死を曹操は深く悲しんだ。
荀彧（荀文若）（じゅん いく / ぶんじゃく）
曹操の最も信頼する文官。宮廷問題や戦争以外の内外政治を取り仕切る。生真面目な性格で苦労性。出陣中の曹操と郭嘉が長陣で緊張感が薄れて女のことを考え始めたのを見抜いて難題を送り付けるなど曹操軍の「おかん」。文官と言っても夏侯惇や曹仁や将軍とも信頼し合っており連携して事に当たる。
夏侯惇（夏侯元譲）（かこう とん / げんじょう）
曹操の従兄弟で最も信頼する将軍。隻眼。都（許昌）周辺の行政と防備を統括する河南尹で、曹操不在の間南方地域の動向を監視している。曹操にため口を利き、彼を字で呼ぶ唯一の人。状況に応じて越権行為も承知で臨機応変に対応する。結果的には敗れたが不穏な動きがある新野城に曹仁を独断で派遣している。
曹仁（曹子孝）（そう じん / しこう）
曹操の従兄弟の一人。曹操軍随一の戦上手で、曹操軍の宝と称される。各地の戦いで戦上手の名のとおり軍功をあげている。単福（徐庶の偽名）を得た劉備軍の戦術の前に3割以上の損害を出し敗北する。しかし、劉備軍らしくない戦術に疑念を抱き、軍師がいることに気づく。夏侯惇らに報告することで曹操側に危機感を抱かせ徐兄の引き剥がしの策謀につながる。荊州攻略の際、再び劉備軍と対峙するが孔明と月英の策により3万の精鋭を壊滅させられる。孔明を物語の主人公としているためやられ役になっているものの、正史では曹操軍中随一の名将と評されていることが単行本の巻末で言及されている。
張遼（張文遠）（ちょう りょう / ぶんえん）
北伐に従軍した将軍。関羽とは認め合う仲で、策略により連れてこられた徐兄と関羽と郭嘉のことについて語り合う。長坂の戦いでは、追撃部隊を率い、張飛に襲われた曹操を身を挺して守る。
荀攸（荀公達）（じゅん ゆう / こうたつ）
参謀本部NO.1。郭嘉亡きあと程昱とともに曹操を支える軍師。荀彧の甥（ただし6歳年上）。怒ると無言になりその圧力は曹操をも焦らせる。軍略に優れ、水軍の経験がないにもかかわらず、専門家である蔡瑁が感嘆する程の水塞を築く。
程昱（程仲徳）（てい いく / ちゅうとく）
参謀本部NO.2。郭嘉亡きあと荀攸とともに曹操を支える軍師。重臣たちの中で最高齢。長身ゆえに船酔いも強く出るらしい。調略に優れた老獪な策士で、病床の郭嘉より頼まれ、徐兄を劉備より引き剥がした張本人。

### 江東
孫権（孫仲謀）（そん けん / ちゅうぼう）
江東・孫家の当主。柴桑を本拠地とする。虎狩が趣味。父孫堅、兄孫策はいずれも名将であったが相次いで亡くし、19歳にして当主となる。就任当初は叛乱などが発生したが、先代からの重臣の助けにより鎮圧、江南をまとめ上げる。自らも研鑽を重ね江南の地を富ませる立派な当主となる。しかし、上記の経緯から重臣の発言力も強く、意見を尊重する必要があり家臣に強く出られない側面もある。
魯粛（魯子敬）（ろ しゅく / しけい）
江東・孫家の武官。フットワークが軽い。物語では江東・孫家の語り部である。孫堅戦死の地、峴山に江南の酒を奉げるために襄陽を訪ねる。その際、暴漢に絡まれ刃傷沙汰になる寸前に劉備と徐兄に止められ、知己を得る（裏の目的である襄陽偵察を劉備に見抜かれ釘を刺される）。主君孫権を心から忠誠を誓っており、孫権のためなら劉備と同盟を結ぶため単身で危険な地へ赴くことも辞さない。周瑜とは深い友情で結ばれており赤壁の戦いでは参軍校尉（総参謀）として大都督周瑜とコンビを組む。士元とも旧知の仲。県令時代の周瑜からコメの援助要請を受けた際、巨大な倉庫に入った米（300人が半年食べられる量）を援助するというエピソードがある（周瑜と友誼を結び孫家に仕官するきっかけ）。
周瑜（周公瑾）（しゅう ゆ / こうきん）
江東の軍団を束ねる都督。孫策とは義兄弟の契りを交わした親友で、その亡き後は弟孫権の最も信頼する家臣となる。孔明の才覚を警戒し、しばしば苦い顔をするものの、三国志演義で描かれている程執拗に陥れようとまではしていない。
諸葛瑾（諸葛子瑜）（しょかつ きん / しゆ）
諸葛亮、諸葛均の長兄。二人の子がいる。弟二人を荊州に残して江東に仕官し、孫権の官人たちを統括する役職に就いている。物語の序盤では後ろ姿や顔の下半分しか描かれず、孔明が使者として江東に赴いた際に初めて容姿が明らかになった。温厚な性格で、孔明の型破りな言動に気を揉みながらもそれを理解し自らの身の振り方を選べる柔軟さを持つ。
張昭（張子布）（ちょう しょう / しふ）
孫策の代から呉に仕える政治顧問。江東屈指の知識人で文官たちのまとめ役的存在。剛毅な性格から主君である孫権に対しても厳しい態度で進言を行う。主君の身命と呉の安泰を願い、曹操との開戦に強く反対する。
孫尚香（そん しょうこう）
孫権の妹。武芸に優れ、曹操との開戦を望む。
甘寧（甘興覇）（かん ねい / こうは）
孫権軍の先鋒を任される将。水賊の頭目から成り上がった身で、以前は孫堅を戦死に追い込んだ黄祖(劉琦の前任の江夏太守)に仕えていた。開戦の決議後に行われた前哨戦では長江を下る曹操の水軍に奇襲を仕掛け、進撃を食い止める。
黄蓋（黄公覆）（こう がい / こうふく）
孫家三代に仕えてきた歴戦の老将軍。曹操軍が孫権陣営に仕掛けた離間工作を逆手に取った火計を提案し、演義で描かれた苦肉の策を実行する。

## 史実および演義との違い
作者の膨大な現地取材と資料考証により、文化的背景などはかなり史実寄りとなっている。

一方、物語性と作品の雰囲気作りのため、史実と三国志演義の逸話を組み合わせることで、ベースは三国志演義でありながら史実に近い独自の流れとなっている。
襄陽
上述の通り、襄陽郡は史に登場しておらず、南郡として存在しているが、当作品では襄陽郡として登場する。その背景については登場人物の襄陽郡の太守を参照。
劉表の後継者
優柔不断で自ら決断できなかったのは史実通りだが、今作では劉琦が劉琮派の圧力を恐れて自ら後継者を辞退し、表向きには劉表病死前に後継者問題は一応解決したことになっている。
また、劉備はあくまで居候という身分を頑なに守っているため、演戯と違って劉表に相談には乗れど助言などは一切していないため、蔡家からは違う理由で疎まれる。
ただし、あくまで蔡家やその他圧力を恐れての形のため、劉表死後、重臣の一部や蔡家にわだかまりができてしまっている。
劉備暗殺未遂
蔡瑁と蔡夫人が劉備暗殺を謀る事件は三国志演義の逸話だが、本作の切っ掛けは劉表の代行で行った社日の祭礼の評判で劉備の評価が上がり、反蔡家が結集し始めたことに危機感を抱いた蔡夫人が『脅し』のために蔡瑁と謀り、蔡瑁は独断で『脅し』から『暗殺』へと変更したことになっている。その為、演戯における後継者問題とは別軸の話となっている。
徐母の生死
三国志演義では程昱の策謀で徐庶が連れてこられると知り、自殺。その事を知った徐庶が曹操に献策をしないと誓う下りがあるが、今作では自殺を試みておらず、生存している。ただし、挨拶に来た曹操に硯を投げつけることで無礼討ちされることを企んだことはある（曹操には見抜かれ、逆に警護を増やされている）。
襄陽に対する郭嘉の策謀
劇中では郭嘉の策謀として『安価で朝廷公認の上質な塩を襄陽に売りつけることで、襄陽の塩市場を乱し、かつ当地の質のいい銅銭を入手することで経済打撃と軍需物資調達を同時に行う』『流民管理が適当なところを突き、優秀な鍛冶師などを集めることで自軍の強化と鉄の質低下を同時に仕掛ける』という策が登場するが、演技、史書共に明確な出展はない（しかし、市場価格の調整や流民の増大による戸籍管理の混乱はこの時代ではごくありふれた事例でもある）。
壺関
壺関が、壺関城として民衆も住んでいる城市扱いされている。壺関は当時の要塞であり、ある程度の文官や苦力は常駐していたが、軍事施設であり民間人は居住しない。曹操軍による攻略方法も、正史で曹仁が反対した補給を断ってからの力押しであり、いずれも史実に反する。

## 書誌情報
- 杜康潤 『孔明のヨメ。』 芳文社〈まんがタイムコミックス〉、既刊17巻（2025年4月7日現在）
  1. 2012年6月22日初版発行（2012年6月7日発売[2]）、ISBN 978-4-8322-5085-7
  2. 2013年3月22日初版発行（2013年3月7日発売[2]）、ISBN 978-4-8322-5164-9
  3. 2014年2月22日初版発行（2014年2月6日発売[2]）、ISBN 978-4-8322-5263-9
  4. 2014年11月22日初版発行（2014年11月7日発売[2]）、ISBN 978-4-8322-5334-6
  5. 2015年9月22日初版発行（2015年9月7日発売[2]）、ISBN 978-4-8322-5416-9
  6. 2016年8月21日初版発行（2016年8月6日発売[2]）、ISBN 978-4-8322-5506-7
  7. 2017年7月21日初版発行（2017年7月6日発売[2]）、ISBN 978-4-8322-5604-0
  8. 2018年3月22日初版発行（2018年3月7日発売[2]）、ISBN 978-4-8322-5670-5
  9. 2019年1月22日初版発行（2019年1月7日発売[2]）、ISBN 978-4-8322-5738-2
  10. 2019年7月19日初版発行（2019年7月4日発売[2]）、ISBN 978-4-8322-5755-9
  11. 2020年8月21日初版発行（2020年8月6日発売[2]）、ISBN 978-4-8322-5798-6
  12. 2021年3月5日発売[2]、ISBN 978-4-8322-5821-1
  13. 2021年11月5日発売[2]、ISBN 978-4-8322-5846-4
  14. 2022年9月7日発売[2]、ISBN 978-4-8322-5878-5
  15. 2023年9月7日発売[2]、ISBN 978-4-8322-5913-3
  16. 2024年6月6日発売[2]、ISBN 978-4-8322-5942-3
  17. 2025年4月7日発売[2]、ISBN 978-4-8322-5973-7

## WEBラジオ
『THREE ARROWS ラジオ 孔明のヨメ。〜三顧のRadio!!〜』は、2013年4月26日からHiBiKi Radio Stationで配信されていたラジオ番組。隔週水曜日配信。パーソナリティは諸葛均役の田丸篤志と林役の寺川愛美。同年6月4日更新分で終了、全4回。